# Jacques de Duve
Jacques de Duve est un patriote belge né à Anvers le 18 juillet 1911 et décédé à Linkebeek le 12 juin 1978.

## Biographie

### Jeunesse
Alphonse de Duve, le père de Jacques de Duve, était le fils d’un notaire anversois. Sa mère était née en Belgique d’un père allemand et d’une mère belge. Au moment de l’invasion allemande de 1914, la famille de Duve émigre en Angleterre. Là, Jacques de Duve sera mis très jeune en pension avec Antoine, son frère aîné. Jacques de Duve revient en Belgique en 1922, deux ans après ses parents. Il termine ses études en pension à Bruxelles.
En 1937, il épouse à Anvers Beatrix Lindsay Thomson, petite-fille d’un industriel anglais, le colonel Benjamin Lindsay Thomson.

### Seconde Guerre mondiale
En mai 1940, peu avant la capitulation belge, Beatrix de Duve rejoint seule sa famille en Angleterre. Jacques de Duve est envoyé à Bordeaux par la société Bunge pour y gérer les intérêts de la société pendant plus d’un an. Là, il effectue deux tentatives infructueuses pour rejoindre l’Angleterre via l’Espagne. De retour à Anvers, il démissionne de son emploi pour se consacrer entièrement au métier d’artiste peintre.
Pendant ce temps, son épouse née Beatrix Lindsay Thomson (Anglaise de naissance) devient en 1942 la secrétaire particulière de P.-H. Spaak, ministre des Affaires étrangères du gouvernement belge en exil. Elle sera également secrétaire pour les petites nations lors de la Conférence de la Paix à Paris après la guerre.
En 1943, Friedrich Pungs, un oncle maternel de Jacques de Duve, lui propose de partir en Angleterre avec de nombreux renseignements militaires importants, dont la récente décision d’Hitler de construire la première base fixe d'assemblage et de lancement de missiles balistiques (les V2) au monde, connue aujourd’hui sous le nom de La Coupole. Pour l’envoyer avec un maximum de renseignements et faciliter son évasion, il le fait entrer dans l’Abwehr grâce à un ami d’enfance, Werner Ackermann (de), qui dirige l'Abwehr Marine d'Anvers. Tous deux sont officiers de réserve allemands nés à Anvers. Ils sont opposants au nazisme. Friedrich Pungs travaille au sein de l'Organisation Todt. Il a épousé Elisabeth Taaks, la veuve d’Arthur Scherbius l’inventeur de la machine à crypter Enigma. Opposante active au nazisme, elle est emprisonnée à Berlin depuis 1941. Plusieurs de ses coaccusés sont exécutés. Gravement atteinte de la tuberculose, son procès est reporté de date en date. Elle mourra peu après la capitulation allemande sans avoir revu son mari.
Jacques de Duve remettra toutes ses informations, y compris tout ce qu'il a appris sur le fonctionnement de l'Abwehr en Belgique et en France, au consul britannique à Barcelone le 13 décembre 1943. Arrivé en Angleterre en janvier 1944, il n'est pas cru par les services secrets anglais. Il est arrêté et interné sans procès pendant 12 mois au camp 020 (en), une prison secrète du MI5 près de Londres. Son épouse bien que secrétaire particulière de Paul-Henri Spaak ne parviendra jamais à obtenir des nouvelles de son mari jusqu’à la libération de la Belgique. Ce n'est qu'en mars 1944, quatre mois après que Jacques de Duve ait averti les Britanniques, que les Alliés inscriront La Coupole dans leurs objectifs de l'opération Crossbow.
En janvier 1945, il est emprisonné pendant quatre mois à Bruxelles. Après une enquête approfondie et l’audition de témoins, l’Auditorat militaire belge prononce un non-lieu définitif  en sa faveur et il est décoré de la Croix des évadés.

### Après-guerre
Après la guerre, Jacques de Duve reprend ses activités d’artiste peintre. Il part se perfectionner en Italie à l’Academia Belgica de Rome et en Sicile. Il participe à de nombreuses expositions en Belgique, en Italie et aux États-Unis.
Quand il arrête la peinture, il est engagé chez D'Ieteren à Bruxelles où il est responsable du développement d'un scooter conçu en 1949 par Vincent Piatti. Il travaille ensuite dans le cabinet immobilier de son père avant de se lancer seul dans l’immobilier de bureaux à Bruxelles. C’est lui qui fait venir les premiers investisseurs anglais.
Il meurt à Linkebeek le 12 juin 1978. Jusqu'à sa mort, il est resté profondément anglophile.

## Famille
La famille de Duve est issue d’une vieille famille de la noblesse allemande. Un de ses ancêtres, Johann Duve (mort en 1608) fut bourgmestre de Hanovre. Son petit-fils, Johann III Duve (de) (1611-1679), fut un important banquier, commerçant et bienfaiteur de la ville de Hanovre.

La famille (von) Duve a été anoblie en 1767 par Joseph II, empereur du Saint-Empire. Établie à Anvers après la bataille de Waterloo, elle francisera son nom en de Duve et sera reconnue dans la noblesse belge en 1858.
Alphonse et Madeleine de Duve, les parents de Jacques de Duve, eurent sept enfants :
1. Madeleine (1907-1913), morte accidentellement en bas âge ;
2. Antoine (1908-1992), mort sans descendance ;
3. Jacques (1911-1978), Croix des Evadés, a épousé Beatrix Lindsay Thomson, ils ont eu trois enfants ;
4. Madeleine (1914-1982), morte sans descendance ;
5. Christian (1917-2013), vicomte de Duve, Prix Nobel de Médecine 1974, a épousé Ninon Herman, ils ont eu quatre enfants ;
6. Pierre (1921-2014), volontaire de guerre, médaille de la Résistance armée, médaille du prisonnier de guerre (1 barette), médaille commémorative de la guerre 1940-1945 (2 sabres croisés), a épousé Marie-Antoinette Le Boulangé, ils ont eu quatre enfants ;
7. Daniel (1924-2023), médaille du réfractaire, médaille du Déporté pour le travail obligatoire, a épousé Françoise Terlinden, ils ont eu sept enfants.

## Sources
- (en) National Archives UK, file de Duve, Jacques KV-2-1314
- (en) National Archives, Maryland, IWG Declassified Records, Werner Ackermann, NARA XE018106
- Dossier Croix des Evadés, de Duve, Jacques, dossier 418, Archives de l'État en Belgique
- Auditorat Militaire de Bruxelles, Dossier répressif, de Duve, Jacques, 45/5487 (non-lieu, 3 janvier 1946)
- Auditorat Militaire de Namur, Dossier répressif, Pungs, Frédéric (Friedrich), 45/9458 (non-lieu, 12 septembre 1945)
- (nl) Krijgsauditoraat van Antwerpen, Ackermann, Herbert (lire Werner), 46/5521 (classé sans suite, 27 mai 1947)